# Tinggar (Kadugede)
Tinggar is een bestuurslaag in het regentschap Kuningan van de provincie West-Java, Indonesië. Tinggar telt 962 inwoners (volkstelling 2010).